# Вітер вночі
«Вітер вночі» («Le vent de la nuit») — французька кінодрама 1999 року, знята режисером Філіппом Гаррелем, з Катрін Денев у головній ролі.

## Сюжет
Вік і суспільний стан поділяють Пола і Хелен, які вже багато років закохані один в одного. Зрештою, втомлена від нещасного кохання Хелен не витримує напруження і виходить заміж за іншого. Боячись назавжди втратити кохану і сподіваючись викликати її ревнощі, Пол спокушає свою близьку подругу. Але його старання марні, і Пол, що зневірився, намагаючись втекти від своїх душевних страждань, вирушає до Італії. У цій стародавній країні він знайомиться із загадковою людиною, на ім'я Серж. Виявляється, у двох чоловіків містично схожі долі. Серж ділиться своїми спогадами, наставляючи юного Пола та допомагаючи йому повірити у себе. Єдине, про що він мовчить у своїх бесідах, це своє непереборне бажання звести рахунки з життям.

## У ролях
- Катрін Денев: Елен
- Даніель Дюваль: Серж
- Ксав'є Бовуа: Поль
- Жак Лассаль: чоловік Елен
- Даніель Поммерюль: Жан, скульптор
- Марк Фор: лікар
- Марі Віалле: молода жінка на сходах
- Аніта Блонд: повія
- Лоранс Жирар: фармацевт
- Жюльєтт Пуассоньє: пекарка
- Стюарт Сейде: Флірт
- П'єр Форест: портьє

## Знімальна група
- Режисер: Філіпп Гаррель
- Сценаристи: Марк Холоденко, Філіпп Гаррель, Ксав'є Бовуа, Арлетт Лангман
- Оператор: Каролін Шампетьє
- Композитор: Джон Кейл
- Продюсер: Ален Сард